# 1907 год в науке
В 1907 году были различные научные и технологические события, некоторые из которых представлены ниже.

## События
- Владимиром Михайловичем Бехтеревым основан Санкт-Петербургский научно-исследовательский психоневрологический институт.

## Достижения человечества

### Изобретения
- 25 июля — профессор Петербургского технологического института Борис Розинг подал первый в мире патент на электронное телевидение, его заявка (№ 18076) «Способ электрической передачи изображений на расстояние» была одобрена 30 октября 1910 года[1][2].

### Новые виды животных
- Животные, описанные в 1907 году

## Награды
- Ломоносовская премия[3]:53-108
  - Е. В. Аничков за работу «Весенняя обрядовая песня на Западе и у славян»[4].
- Нобелевская премия
  - Физика — Альберт Абрахам Майкельсон «За создание точных оптических инструментов и спектроскопических и метрологических исследований, выполненных с их помощью» (опыт Майкельсона).
  - Химия — Эдуард Бухнер «За проведённую научно-исследовательскую работу по биологической химии и открытие внеклеточной ферментации»
  - Физиология и медицина — Шарль Луи Альфонс Лаверан «За исследование роли простейших в заболеваниях».

## Родились
- 12 января — Сергей Павлович Королёв (30 декабря 1906 года по старому стилю), конструктор ракетно-космических систем, академик, дважды Герой Социалистического Труда, основоположник практической космонавтики.
- 23 января — Хидэки Юкава, японский физик-теоретик, первый японец, получивший Нобелевскую премию (1949).
- 18 июня — Петрянов-Соколов Игорь Васильевич, физико-химик, академик РАН.

## Скончались
- 2 февраля — Дмитрий Иванович Менделеев, выдающийся русский химик, открывший Периодический закон химических элементов и составивший Периодическую систему химических элементов (род. 1834).
- 21 мая –  Джозеф Файрер, английский медик.
- 13 июля — Генрих Карл Фридрих Крейц, немецкий астроном.
- 22 ноября — Асаф Холл (англ. Asaph Hall), американский астроном.
- 23 декабря — Пьер Жюль Сезар Жансен, французский астроном.